# Alte Apotheke (Kötzschenbroda)
Die Alte Apotheke, ehemals Jässingsches Gut, steht Altkötzschenbroda 48/48a-d im Stadtteil Kötzschenbroda der sächsischen Stadt Radebeul. Die Anlage des Vierseithofs stammt aus der Zeit um 1760.

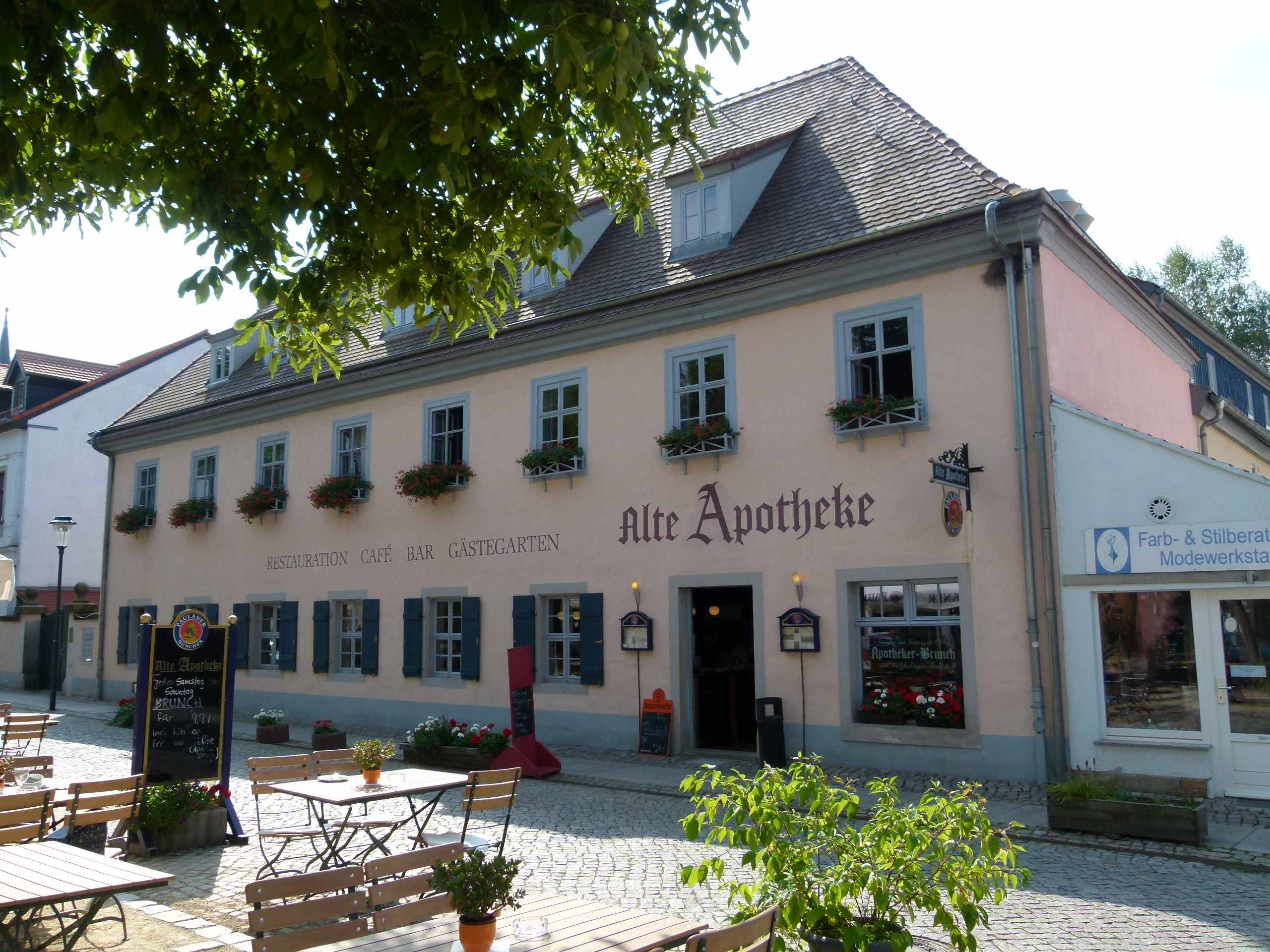
Alte Apotheke

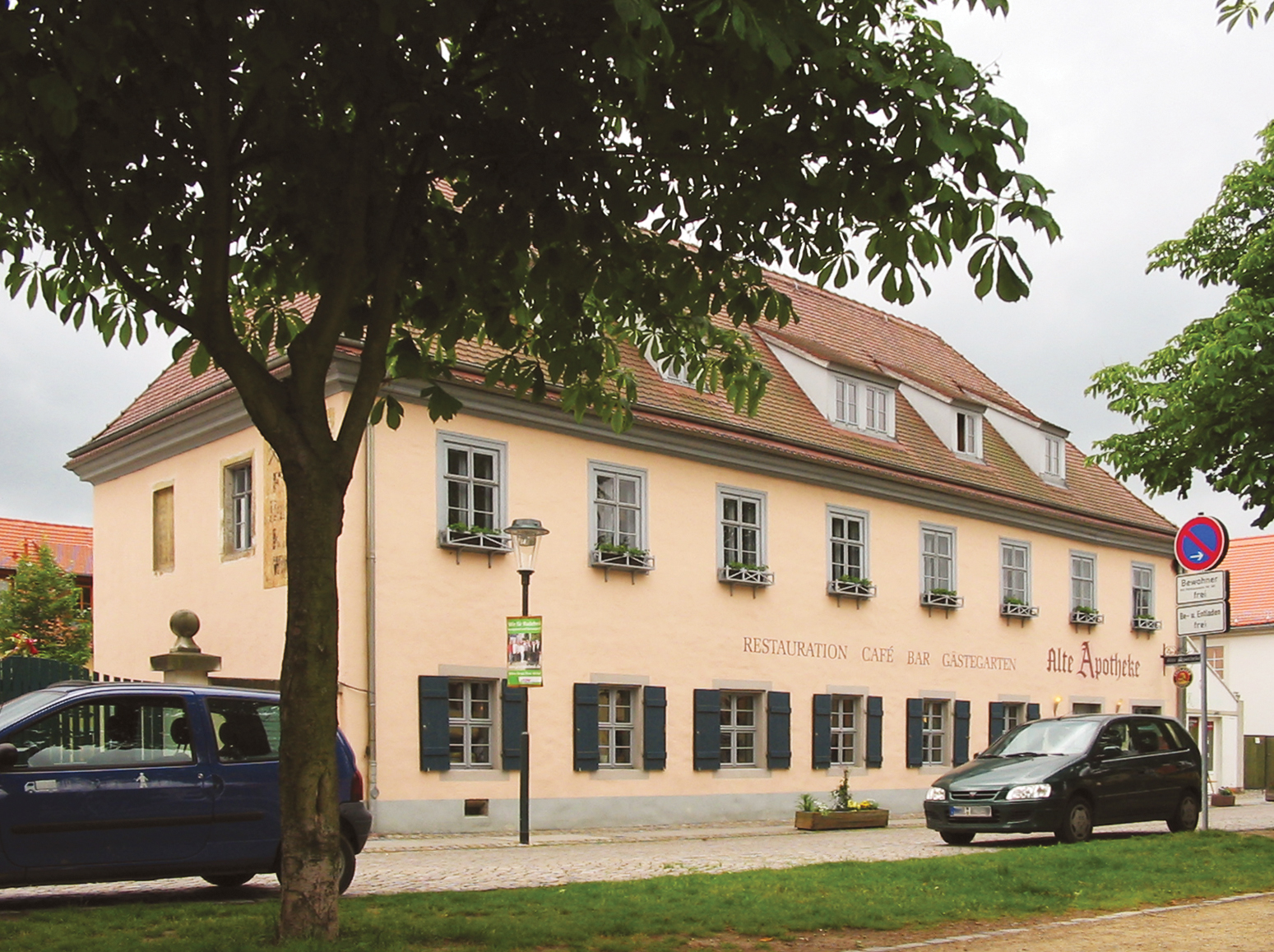
Alte Apotheke

## Beschreibung
Die unter Denkmalschutz stehenden Teile der ehemaligen Dorfapotheke sind das Wohnhaus am Anger, heute mit Gaststätte Alte Apotheke, das sich dahinter auf der rechten Grundstücksseite erstreckende Seitengebäude und links die Torpfeiler des sich ehemals dahinter erstreckenden Apothekerguts. Den vierseitigen Resthof ergänzen zwei nicht denkmalgeschützte Bauten: links das Auszugshaus sowie auf der Rückseite die zum Wohnhaus umgebaute ehemalige Scheune.
Das stattliche, zweigeschossige Wohnhaus steht traufständig zum Anger; es hat dorthin acht Fensterachsen sowie heute fünf Schleppgauben im hohen, ziegelgedeckten Walmdach. Die Schmalseite ist zwei Fensterachsen breit. Die zweite Achse von rechts ist als Tür in die Gaststätte ausgebildet. Über der Tür des schlichten Putzbaus ist der Häusername Alte Apotheke in einer Gebrochenen Grotesk-Schrift wie das Apotheken-Zeichen angemalt, lediglich das große A von Apotheke wurde jüngst in eine andere Schrifttype geändert, um eine Verwechslung zu verhindern. Das Fenster rechts der Tür ist vergrößert, die linken Fenster werden von Klappläden eingerahmt.
Die Toranlage links des Gebäudes besteht aus zwei Pfeilern mit Radabweisern, mächtigen Abdeckplatten und Kugelbekrönung.

## Geschichte

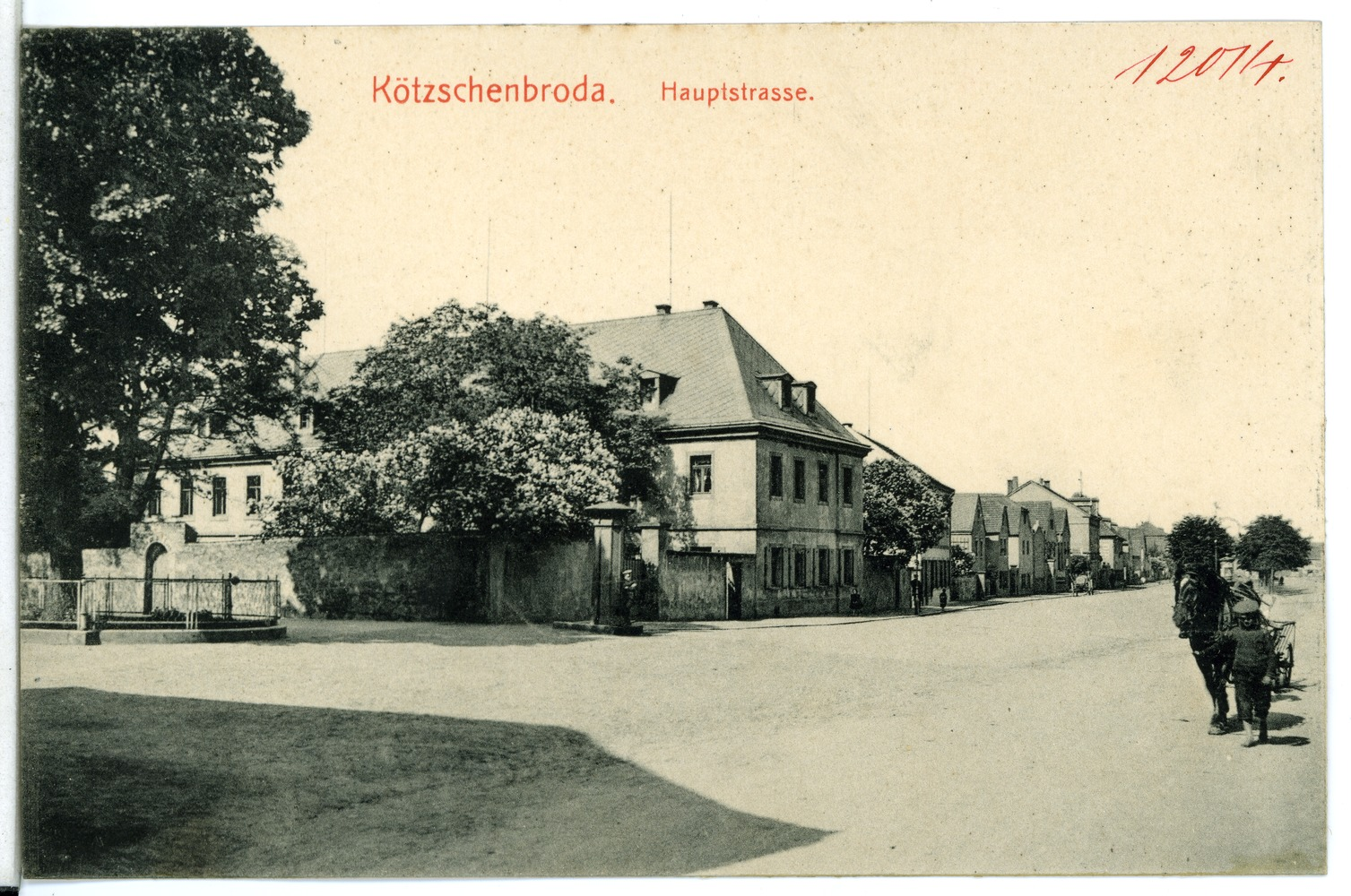
Vom Pfarrhaus links bis zur Alten Apotheke (1910)

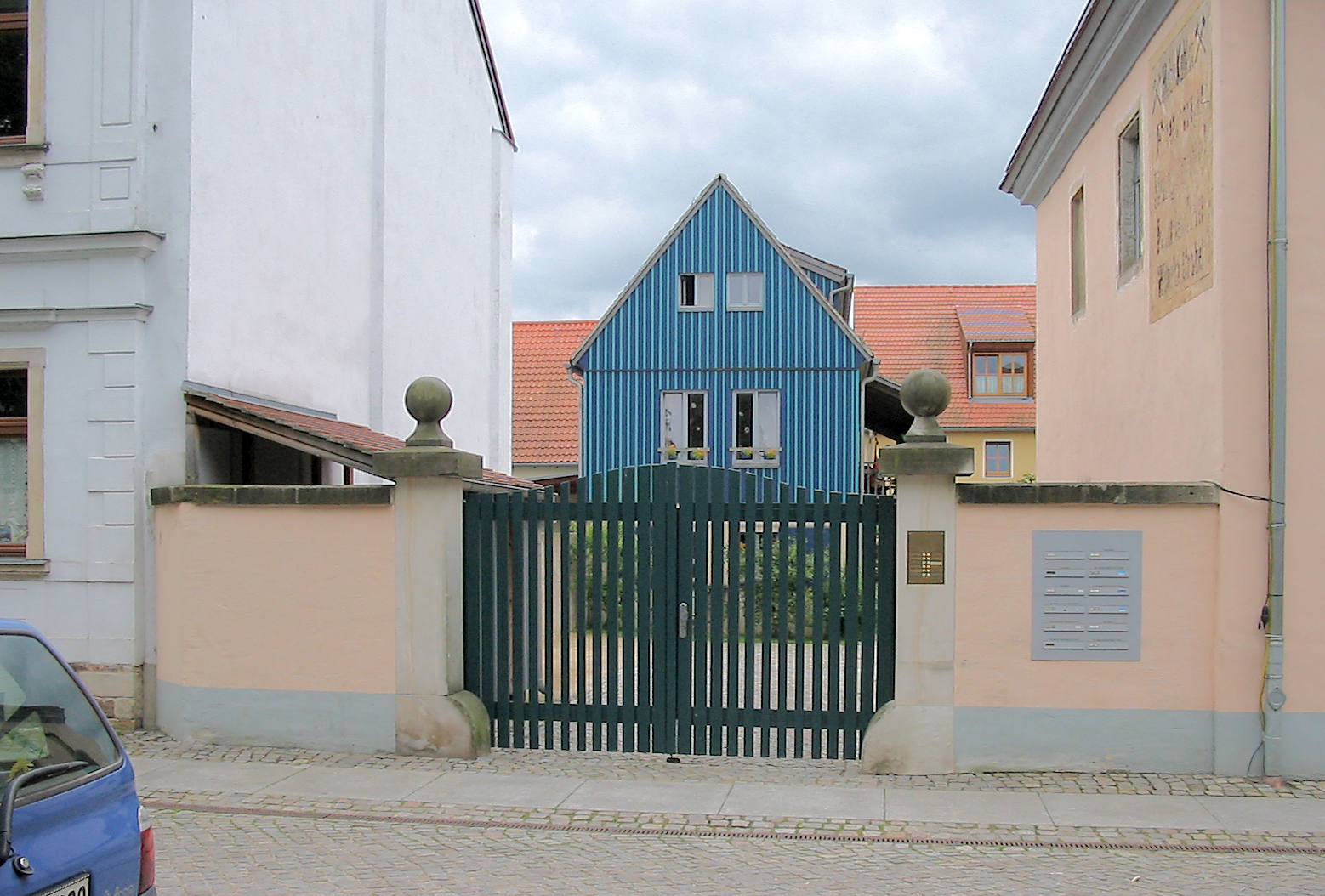
Toranlage, dahinter das Auszugshaus

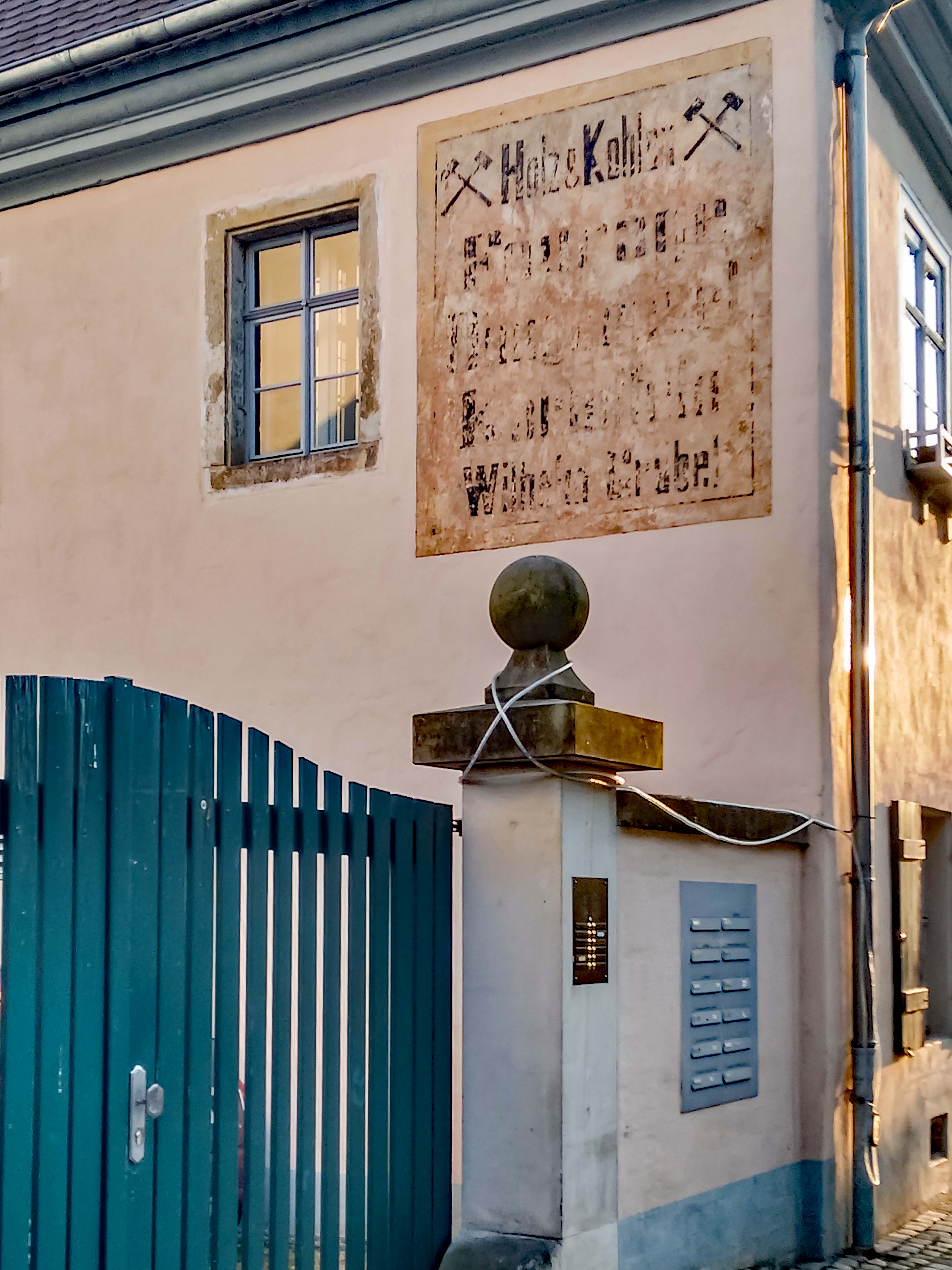
Historisches Firmenschild an der Hauswand

Der Apotheker Irmler erwarb um 1720 das Talkenbergersche Halbhufengut. In der Folgezeit erbaute er längs zum Anger sein Apotheken- und Wohnhaus, in dem er auch seine Apotheke einrichtete, die erste in der gesamten Region Lößnitz. Aus jener Zeit ist heute im Gebäude noch der ehemalige Rauchabzug zu sehen. Um 1760 erwarb Irmler die danebenliegende Gartennahrung hinzu, den Meißnerschen Sitzgarten. Beide vereinigte er zum heutigen Grundstück Altkötzschenbroda 48.
Nach dem Tod Irmlers ging das Anwesen an seine Frau über, später erbte es Irmlers Tochter Anna Sophia Jässing. Ihr Ehemann Carl August Jässing wandelte 1772 die Apotheke in eine Materialwarenhandlung für Waren des täglichen Bedarfs um. Diese konnte ihre Besonderheit bewahren, da auf dem Grundstück Altkötzschenbroda 48 bis ins 19. Jahrhundert die exklusive Lizenz zum Salzhandel (Salzschank) für Kötzschenbroda, den Oberort, die Weinbergsfluren der späteren Niederlößnitz sowie für Lindenau lag. Dieses Salzkammer-Recht hatte im 16. Jahrhundert der Dresdner Ratsherr Hans Khun nach Kötzschenbroda vergeben. In den Kötzschenbrodaer Dorfrügen von 1803 wurde das Apothekenrecht weiterhin ausdrücklich bestätigt.
Bis 1826 fehlt dann jedoch der Beweis für die Existenz einer Apotheke in Kötzschenbroda. In jenem Jahr eröffnete Johann Gottlieb Strasser in der Kötitzer Straße 2 eine neue Apotheke mit angeschlossener Materialienhandlung. Diese Apotheke wurde später auf die Bahnhofstraße 19 verlegt und erlangte unter dem späteren Besitzer Hermann Ilgen landesweite Bekanntheit. Das ehemalige Apothekengut blieb jedoch in der Familie: Friedrich August Jässing sen. erweiterte 1845 den bekannten Kramladen durch eine Sektkellerei. Jässing sen., dessen Grab von 1860 sich auf der Elbseite des Kirchhofs der Friedenskirche befindet [wohl das „Grabmal mit unleserlicher Schrift (klassizistisch)“], wurde von Friedrich August Jässing jun. beerbt, der nur die Materialwarenhandlung fortführte und erweiterte.
Nach Jässing Juniors Tod verkaufte seine in Leipzig wiederverheiratete Witwe das Anwesen an Wilhelm Gräbel, einen Produktenhändler. Dieser ergänzte die Materialienhandlung um eine Lebensmittel- und Futtermittelhandlung, hinzu kam auch ein Kohlenhandel. Nach Gräbels Tod 1957 führte die Familie den Hof mit dem Handlungsgeschäft fort.
Nach zwei weiteren Eigentümern übernahm 1999 eine Eigentümergemeinschaft die Hofanlage, um in dem Vierseithof aus Haupthaus, Nebengebäude, Auszugshaus und Scheune (zum Wohnhaus umgebaut) gemeinsam zu leben. Im März 2002 eröffnete in dem Haupthaus am Anger die Gaststätte Alte Apotheke, die mit ihrem Namen an die ehemalige Bestimmung des Gebäudes erinnert. Zusätzlich zum Haupthaus nutzt sie auch die tonnengewölbten Kellerräume des im Rechten Winkel angeschlossenen Nebengebäudes. Im August desselben Jahres überschwemmte das Elbehochwasser 2002 alle Keller- und Erdgeschossräumlichkeiten. Zwei Monate später konnten die Gasträume wieder eröffnet werden. Das Hochwasser 2013 blieb etwa 60 Zentimeter unter dem Stand von 2002, sodass lediglich die Kellerräume vollliefen.

## Radebeuler Apotheken
Ab 1879 setzten sich die Gemeindevorstände von Radebeul, Serkowitz, Oberlößnitz, Wahnsdorf, Kaditz, Reichenberg und Boxdorf, unterstützt durch Petitionen aus der Bevölkerung, bei der zuständigen Kreishauptmannschaft Dresden dafür ein, in der östlichen Lößnitz ebenfalls eine Apotheke einrichten zu dürfen. Dies wurde erst 1890 amtlich genehmigt. Die erste Apotheke (heute Alte Apotheke) in der damaligen Gemeinde Radebeul wurde zu Pfingsten jenes Jahres in dem damaligen Neubau Gellertstraße 18 eingeweiht (Baufirma „Gebrüder Ziller“). Als nächste Apotheke wurde dann nicht weit davon entfernt 1912 die Apotheke Weißes Roß zugelassen. Erst 1936 wurde in Radebeul-West die vierte Radebeuler Apotheke zugelassen, die Adler-Apotheke, deren Zulassung für das Zentrum von Niederlößnitz galt, die sich jedoch eher am Rand in der Moritzburger Straße 13 (auf Kötzschenbrodaer Gemarkung) niederließ. Alle vier weiteren heutigen Apotheken Radebeuls entstanden erst nach 1990.